# تو و من (ترانه جنی)
«تو و من» (به انگلیسی: You & Me) آهنگی از جنی خواننده و عضو گروه دخترانه بلک پینک کره جنوبی است. این آهنگ در ۶ اکتبر ۲۰۲۳ از‌طریق وای‌جی اینترتینمنت و اینترسکوپ رکوردز به‌عنوان یک تک‌آهنگ ویژه پس‌از اجرا در تور جهانی بلک پینک (۲۰۲۲–۲۰۲۳) منتشر شد. این اولین تک‌آهنگ جنی در پنج سال پس از انتشار «سولو» در سال ۲۰۱۸ بود. این آهنگ نوشته تدی و دنی چانگ و آهنگسازی تدی؛ ۲۴ و وینس می‌باشد. «تو و من» یک آهنگ رقص پاپ با اشعار عاشقانه دربارهٔ عاشق بودن است.

## پیش‌زمینه
در یک ویدیو از پشت صحنه که در کانال یوتیوب خودش آپلود کرد، جنی فاش کرد که «تو و من» را سه تا چهار سال قبل از سال ۲۰۲۲ ضبط کرده بود؛ با این حال، در نهایت، او اولین شروع انفرادی خود را در ۱۲ نوامبر ۲۰۱۸ با تک‌آهنگ «سولو» انجام داد، که هم در چارت دیجیتال گائون و هم در چارت آهنگ‌های دیجیتال جهانی بیلبورد در صدر قرار گرفت.
جنی و تدی تهیه‌کننده، در حالی که برای تور جهانی صورتی زاده‌شده(Born Pink)در سال ۲۰۲۲ آماده می‌شدند، آهنگ‌های زیادی را برای اجرای تک‌نوازی او در نظر گرفتند و در نهایت «تو و من» را انتخاب کردند. او سپس با طراحان رقص Eunchong و Jung در مورد اینکه چگونه می‌خواهد این آهنگ را اجرا کند کار کرد.

## اعضا و پرسنل
- جنی - خواننده

- تدی - ترانه سرا ، آهنگساز

- دنی چانگ – ترانه سرا

- ۲۴ - آهنگساز، تنظیم کننده

- وینس - آهنگساز، تنظیم کننده

- Bekuh Boom – ترانه سرا (نسخه Coachella)

- IDO – تنظیم کننده (نسخه Coachella)

- Nohc – تنظیم کننده (نسخه جاز)

- یونگجین کیم – درام (نسخه جاز)

- Daeho Kim – باس (نسخه جاز)

- Beomseok Ha – گیتار (نسخه جاز)

- Yongjun Jeong – پیانو (نسخه جاز)

- جاش گودوین – میکس

- کریس گرینگر - مستر